# Ukraiński kontyngent wojskowy w Kosowie
Narodowy Kontyngent Pokojowy w Kosowie (ukr. Національний миротворчий контингент у Косовому) – wydzielony komponent Sił Zbrojnych Ukrainy, przeznaczony do udziału w NATO-wskich KFOR (Kosovo Force) w latach 1999–2022. Wraz z Polskim Kontyngentem Wojskowym w latach 2000–2010 współtworzył w Kosowie Polsko-Ukraiński Batalion Sił Pokojowych (POLUKRBAT).

## Historia
Pod koniec lat 90 XX wieku Armia Wyzwolenia Kosowa rozpoczęła wojnę partyzancką, co zmusiło rząd jugosłowiański do wysłania dodatkowych sił. Wojna w Kosowie z biegiem czasu przekształciła się we wzajemne czystki etniczne. W celu zapobiegnięcia dalszemu rozlewowi krwi cywilów NATO rozpoczęło operację Allied Force, mającą na celu wymuszenie poprzez ataki lotnicze wycofania przez Serbów ich jednostek. Ostatecznie 9 czerwca 1999 wszystkie strony konfliktu podpisały porozumienie o rozbrojeniu partyzantów, wycofaniu się regularnych jednostek i zastąpieniu ich przez międzynarodowe Siły w Kosowie (Kosovo Force – KFOR) pod dowództwem NATO.
Na mocy decyzji prezydenta Ukrainy Leonida Kuczmy z 14 lipca 1999 do tych sił dołączyć miały wojska ukraińskie, od 1995 uczestniczące w programie Partnerstwo dla Pokoju. Ukraiński kontyngent wojskowy KFOR stanowiły następujące jednostki:
- 240 Samodzielny Batalion Specjalny (356 żołnierzy): w latach 1992–1999 stacjonował w Bośni i Hercegowinie (1992-1995 UNPROFOR, 1995-1996 IFOR, 1996-1999 SFOR). Na potrzeby KFOR w czerwcu 1999 czasowo przeniesiony do Kosowa, w listopadzie 1999 wycofany na Ukrainę i rozwiązany,
- 14 samodzielna eskadra śmigłowców (90 żołnierzy, wyposażonych w śmigłowce Mi-8 i Mi-24): 22 sierpnia personel eskadry został przetransportowany do lotniska w Skopje (Macedonia), skąd 25 dni później rozpoczął działania operacyjne. Na mocy rozkazu dowódcy Wielonarodowej Brygady Północ 7 grudnia 1999 przeniosła się do Camp Bondsteel. W marcu i kwietniu 2001 śmigłowce przekazano armii macedońskiej, personel jednostki wrócił na Ukrainę.
- 37 samodzielna kompania wsparcia logistycznego (108 żołnierzy): 22 sierpnia kompania została przetransportowana do lotniska w Skopje, gdzie objęła służbę ochrony bazy. Na mocy rozkazu dowódcy Wielonarodowej Brygady Północ 19 listopada 1999 przeniosła się do Camp Bondsteel i weszła w podporządkowanie polskiego batalionu (POLBAT). Strefa operacyjna kompanii objęła 4 albańskie i 2 serbskie wioski. Kompanię wycofano w lipcu 2000.
- 57 Szpital Wojskowy (ok. 100 żołnierzy).

240 Batalion nie działał na podstawie decyzji z 14 lipca, dlatego w przeciwieństwie do 14. eskadry i 37. kompanii nie był podporządkowany dowódcy kontyngentu, płk. Wasylowi Mostyce.

### POLUKRBAT
W lipcu 1999 ze strony ukraińskiego ministerstwa obrony wyszła inicjatywa zaangażowania w KFOR wspólnej jednostki wojskowej Polsko-Ukraińskiego Batalionu Sił Pokojowych (POLUKRBAT). Stosowne porozumienie techniczne między resortami obrony zostało wypracowane w trakcie spotkania w Jaworowie 25–26 kwietnia 2000 i podpisane 9 czerwca 2000. POLUKRBAT został przetransportowany do Kosowa od 28 czerwca do 15 lipca 2000, przejmując zadania i strefę odpowiedzialności od POLBAT-u. Batalion liczył ok. 850-900 żołnierzy z Polski, Ukrainy i Litwy (pluton w polskiej kompanii), dowódcą był oficer z Polski (dowódca polskiego kontyngentu), jego zastępcą Ukrainiec (dowódca ukraińskiego kontyngentu). Początkowo ukraiński wkład w POLUKRBAT miało stanowić zaledwie ok. 150 żołnierzy z 1 Batalionu Specjalnego, następnie ok. 250, ostatecznie limit ukraińskiego kontyngentu ustalono na 280 żołnierzy (liczba ta ulegała zmianom w następnych latach) w dwóch kompaniach piechoty zmotoryzowanej ze wsparciem logistycznym. Ich zadania polegały na:
- zapewnieniu bezpieczeństwa cywilom i siłom międzynarodowym
- demilitaryzacji podporządkowanego rejonu,
- patrolowaniu granicy i utrzymywaniu punktów granicznych,
- wsparciu pomocy humanitarnej[3]

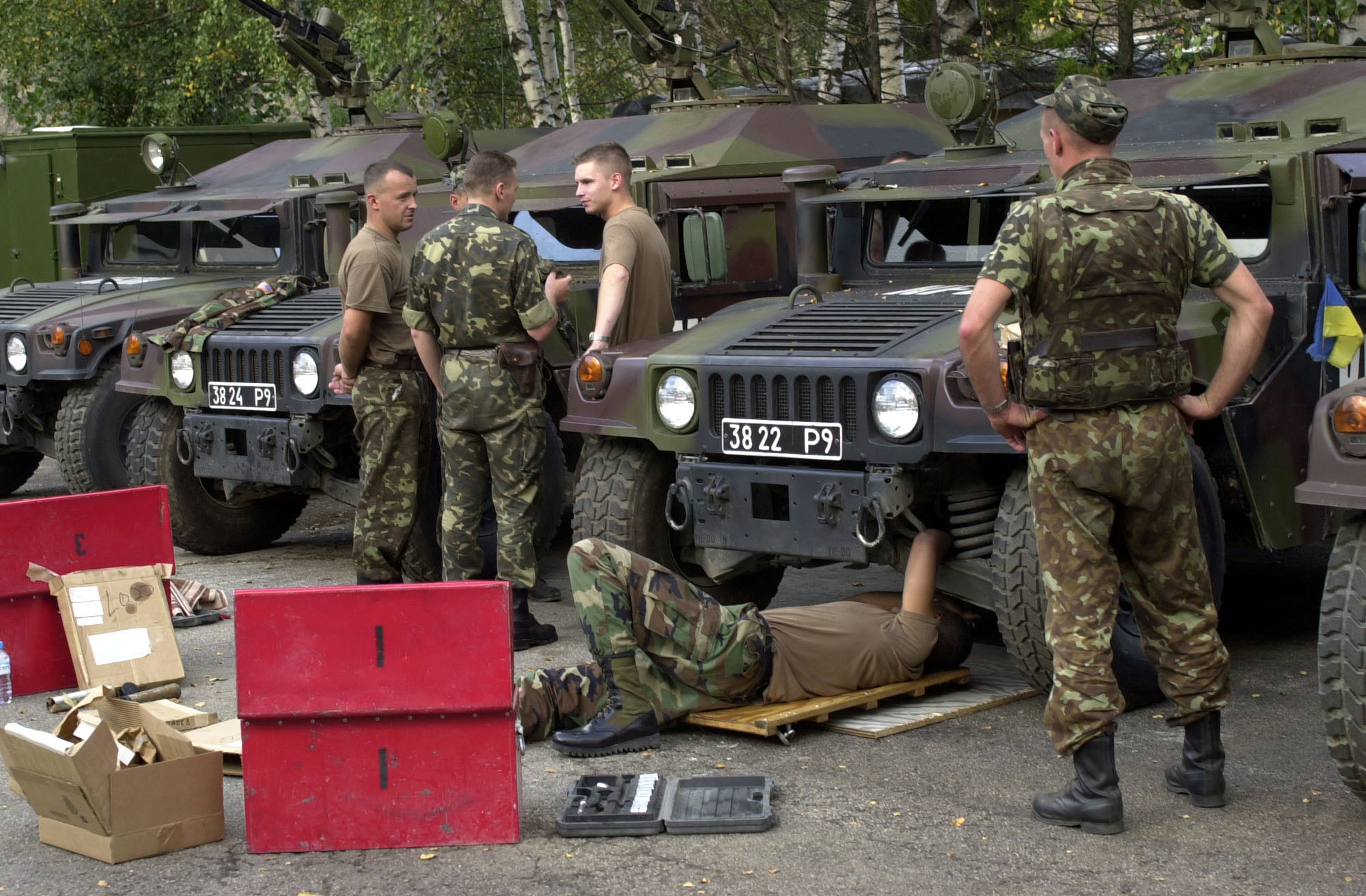
Żołnierze ukraińscy w Kosowie

Od grudnia 2002 do lipca 2003 w Kosowie stacjonowało także inne, znacznie mniejsze bo liczące 143 żołnierzy zgrupowanie ukraińskie. Był to 92 samodzielny pluton aeromobilny oraz 11 samodzielny pluton saperów z 11 Samodzielnego Batalionu Inżynieryjnego, stanowiące część BELUKROKOS-u, czyli jednostki belgijsko-luksembursko-ukraińsko-rumuńskiej, podległej francuskiej Wielonarodowej Brygadzie Północ.
W 2006 wycofano jedną kompanię zmotoryzowaną i liczebność kontyngentu ustalono na ok. 180 żołnierzy.

### Po 2010
W 2010 została przeprowadzona kolejna restrukturyzacja Kosovo Force: wielonarodowe siły zadaniowe zostały zastąpione zredukowanymi liczebnie wielonarodowymi grupami bojowymi (Wielonarodowe Siły Zadaniowe Wschód stały się Wielonarodową Grupą Bojową Wschód). W rezultacie ukraiński kontyngent funkcjonował w nowej formie, w której najważniejszymi różnicami wobec poprzedniej były:
- likwidacja POLUKRBAT-u: polskie i ukraińskie kompanie podporządkowano bezpośrednio dowództwu grupy bojowej (w tym czasie rozwiązano też Polsko-Ukraiński Batalion na terenie kraju),
- przeformowanie ukraińskiego kontyngentu do kompanii manewrowej (zmotoryzowanej), kompanii inżynieryjnej i Narodowego Elementu Wsparcia.

W nowej strukturze zmieniły się zadania ukraińskiej kompanii manewrowej – od 2010 nie kontrolowała już całej podporządkowanej strefy, a stanowi mobilną grupę szybkiego reagowania w sytuacjach kryzysowych, obsadzającą granicę kosowsko-macedońską.
W związku z kryzysem krymskim i wojną w Donbasie władze ukraińskie w 2014 podjęły decyzję o wycofaniu dotychczasowego kontyngentu w Kosowie i zastąpieniu go przez pododdział saperów, liczący do 40 żołnierzy, podlegający Joint Logistic Support Group (Połączonej Grupie Wsparcia Logistycznego). Do jego zadań należy prowadzenie rozminowania oraz innych działań na rzecz sił wielonarodowych.
Po rozpoczęciu rosyjskiej inwazji na Ukrainę władze ukraińskie podjęły decyzję zakończeniu udziału wszystkich kontyngentów wojskowych w operacjach pokojowych poza granicami kraju. W sierpniu 2022 rozpoczął się proces wycofywania sił zbrojnych Ukrainy z Kosowa.

## Struktura organizacyjna

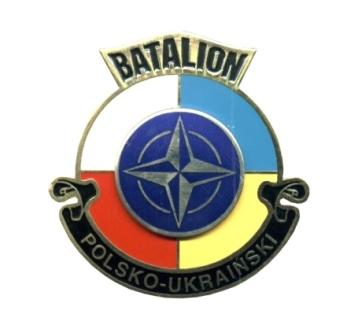
Odznaka POLUKRBAT

Baretka Medalu NATO za KFOR

Czas trwania, dowódcy, jednostka wystawiająca oraz liczebność poszczególnych zmian:
| Zmiana | Początek | Koniec  | Dowódca                   | Liczebność                           | Struktura |
| ------ | -------- | ------- | ------------------------- | ------------------------------------ | --- |
|        | 09.1999  | 07.2000 | płk Wasyl Mostyka         | ok. 650                              | - 240 Samodzielny Batalion Specjalny (podlegał Wielonarodowej Brygadzie Wschód) – do listopada 1999 - 14 samodzielna eskadra śmigłowców (podlegała Wielonarodowej Brygadzie Wschód) - 37 samodzielna kompania wsparcia (podlegała POLBAT-owi) - 57 Szpital Wojskowy (podlegał Wielonarodowej Brygadzie Wschód)                                                                |
|        |          |         |                           |                                      | |
| I      | 07.2000  | 08.2001 | ppłk Wołodymyr Szkurat    | ok. 270-320 (2002-2003: ok. 410-460) | - Dowództwo POLUKRBAT (polsko-ukraiński batalion operacyjny) - 3 kompania manewrowa – Task Force Lion - 4 kompania manewrowa – Task Force Tiger - kompania dowodzenia (wspólna z Polską) - kompania logistyczna (wspólna z Polską) - Narodowy Element Wsparcia – NSE - Dowództwo BELUKROKOS – w 2002/2003 - 92 samodzielny pluton aeromobilny - 11 samodzielny pluton saperów |
| II     | 08.2001  | 08.2002 | ppłk Wiktor Ganuszczak    | ok. 270-320 (2002-2003: ok. 410-460) | - Dowództwo POLUKRBAT (polsko-ukraiński batalion operacyjny) - 3 kompania manewrowa – Task Force Lion - 4 kompania manewrowa – Task Force Tiger - kompania dowodzenia (wspólna z Polską) - kompania logistyczna (wspólna z Polską) - Narodowy Element Wsparcia – NSE - Dowództwo BELUKROKOS – w 2002/2003 - 92 samodzielny pluton aeromobilny - 11 samodzielny pluton saperów |
| III    | 08.2002  | 08.2003 | mjr Serhij Karnauszenko   | ok. 270-320 (2002-2003: ok. 410-460) | - Dowództwo POLUKRBAT (polsko-ukraiński batalion operacyjny) - 3 kompania manewrowa – Task Force Lion - 4 kompania manewrowa – Task Force Tiger - kompania dowodzenia (wspólna z Polską) - kompania logistyczna (wspólna z Polską) - Narodowy Element Wsparcia – NSE - Dowództwo BELUKROKOS – w 2002/2003 - 92 samodzielny pluton aeromobilny - 11 samodzielny pluton saperów |
| IV     | 08.2003  | 08.2004 | płk Walerij Suprigan      | ok. 270-320 (2002-2003: ok. 410-460) | - Dowództwo POLUKRBAT (polsko-ukraiński batalion operacyjny) - 3 kompania manewrowa – Task Force Lion - 4 kompania manewrowa – Task Force Tiger - kompania dowodzenia (wspólna z Polską) - kompania logistyczna (wspólna z Polską) - Narodowy Element Wsparcia – NSE - Dowództwo BELUKROKOS – w 2002/2003 - 92 samodzielny pluton aeromobilny - 11 samodzielny pluton saperów |
| V      | 08.2004  | 08.2005 | ppłk Serhij Karnauszenko  | ok. 270-320 (2002-2003: ok. 410-460) | - Dowództwo POLUKRBAT (polsko-ukraiński batalion operacyjny) - 3 kompania manewrowa – Task Force Lion - 4 kompania manewrowa – Task Force Tiger - kompania dowodzenia (wspólna z Polską) - kompania logistyczna (wspólna z Polską) - Narodowy Element Wsparcia – NSE - Dowództwo BELUKROKOS – w 2002/2003 - 92 samodzielny pluton aeromobilny - 11 samodzielny pluton saperów |
| VI     | 08.2005  | 08.2006 | ppłk Wiktor Kopaczunski   | ok. 270-320 (2002-2003: ok. 410-460) | - Dowództwo POLUKRBAT (polsko-ukraiński batalion operacyjny) - 3 kompania manewrowa – Task Force Lion - 4 kompania manewrowa – Task Force Tiger - kompania dowodzenia (wspólna z Polską) - kompania logistyczna (wspólna z Polską) - Narodowy Element Wsparcia – NSE - Dowództwo BELUKROKOS – w 2002/2003 - 92 samodzielny pluton aeromobilny - 11 samodzielny pluton saperów |
| VII    | 08.2006  | 04.2007 | ppłk Ołeksandr Pawluk     | ok. 180                              | - Dowództwo POLUKRBAT (polsko-ukraiński batalion operacyjny) - 3 kompania manewrowa – Task Force Lion - kompania dowodzenia (wspólna z Polską) - kompania logistyczna (wspólna z Polską) - Narodowy Element Wsparcia – NSE |
| VIII   | 04.2007  | 10.2007 | ppłk Jewhen Czumaczenko   | ok. 180                              | - Dowództwo POLUKRBAT (polsko-ukraiński batalion operacyjny) - 3 kompania manewrowa – Task Force Lion - kompania dowodzenia (wspólna z Polską) - kompania logistyczna (wspólna z Polską) - Narodowy Element Wsparcia – NSE |
| IX     | 10.2007  | 04.2008 | ppłk Ołeksandr Jesterenko | ok. 180                              | - Dowództwo POLUKRBAT (polsko-ukraiński batalion operacyjny) - 3 kompania manewrowa – Task Force Lion - kompania dowodzenia (wspólna z Polską) - kompania logistyczna (wspólna z Polską) - Narodowy Element Wsparcia – NSE |
| X      | 04.2008  | 10.2008 | ppłk Ołeksandr Zahorodny  | ok. 180                              | - Dowództwo POLUKRBAT (polsko-ukraiński batalion operacyjny) - 3 kompania manewrowa – Task Force Lion - kompania dowodzenia (wspólna z Polską) - kompania logistyczna (wspólna z Polską) - Narodowy Element Wsparcia – NSE |
| XI     | 10.2008  | 04.2009 | ppłk Serhij Storogenko    | ok. 180                              | - Dowództwo POLUKRBAT (polsko-ukraiński batalion operacyjny) - 3 kompania manewrowa – Task Force Lion - kompania dowodzenia (wspólna z Polską) - kompania logistyczna (wspólna z Polską) - Narodowy Element Wsparcia – NSE |
| XII    | 04.2009  | 11.2009 | ppłk Michaił Zabrodzkij   | ok. 180                              | - Dowództwo POLUKRBAT (polsko-ukraiński batalion operacyjny) - 3 kompania manewrowa – Task Force Lion - kompania dowodzenia (wspólna z Polską) - kompania logistyczna (wspólna z Polską) - Narodowy Element Wsparcia – NSE |
| XIII   | 11.2009  | 08.2010 | ppłk Wiaczesław Andrusko  | ok. 180                              | - Dowództwo POLUKRBAT (polsko-ukraiński batalion operacyjny) - 3 kompania manewrowa – Task Force Lion - kompania dowodzenia (wspólna z Polską) - kompania logistyczna (wspólna z Polską) - Narodowy Element Wsparcia – NSE |
|        | 08.2010  | 08.2014 |                           | ok. 120                              | - Dowództwo NKP - kompania manewrowa - kompania inżynieryjna - Narodowy Element Wsparcia – NSE |
|        | 08.2014  | 08.2022 |                           | ok. 40 (2018/2019: ok. 80)           | - Dowództwo NKP - pluton saperów - pluton inżynieryjny – w 2018/2019 - Narodowy Element Wsparcia – NSE |